# Wist
Wist è un gioco di carte con alcune similitudini con il Whist. Vi si può giocare in 4 o 5.

## Obiettivo del gioco
L'obiettivo del gioco è "prendere" tante volte quante si era previsto e vincere totalizzando il maggior numero di punti.

## Distribuzione delle carte
Viene utilizzato un mazzo francese da 54 carte, da cui vengono tolti i due jolly. Se i giocatori sono quattro si ottiene un mazzo da 52 carte, 13 per ogni giocatore; se i giocatori sono 5 vengono tolti anche il due di fiori e il due di picche, in modo da avere 50 carte, 10 per ogni giocatore. L'ordine decrescente di valore delle carte è A, K, Q, J, 10, 9, 8, 7, 6, 5, 4, 3, 2. I giocatori partecipano singolarmente ("tutti contro tutti"). Per decidere il mazziere si pesca una carta e il giocatore con quella più alta lo diventa: mischia quindi il mazzo, fa tagliare il mazzo dal giocatore alla sua sinistra, quindi le distribuisce ai giocatori in senso antiorario a partire dal giocatore alla sua destra, fino all'esaurimento del mazzo, in modo che ogni giocatore abbia in mano 13 carte (con quattro giocatori) o 10 carte (con cinque giocatori). Ad ogni turno il mazziere cambia: il nuovo mazziere è il giocatore a destra del mazziere precedente. I turni sono 8. Esistono usi in cui il gioco si svolge, invece, in senso orario, per cui avviene esattamente il contrario.

## Previsioni
Si prevede all'inizio di ogni turno. Distribuite le carte, i giocatori prevedono ad alta voce le loro prese in senso antiorario, a partire dal giocatore a destra del mazziere, seguendo le regole. Si può prevedere Wist (nessuna presa) o un numero di prese comprese tra l'1 e il 13 (tante sono infatti le prese effettuate in totale in un turno giocando in quattro) o tra l'1 e il 10 (giocando in cinque); va detto che normalmente le previsioni più diffuse sono Wist, 1, 2 o 3.

## Gioco
Si gioca in 4 o in 5. Il gioco viene iniziato dal giocatore a destra del mazziere di turno: egli tira una carta e in senso antioriario gli altri giocatori tirano di conseguenza, secondo le regole. Chi prende la scesa fa un mucchietto e lo posa sul tavolo vicino a sé. Nelle scese seguenti il primo che tira la carta è il giocatore che ha appena preso la scesa. Alla fine del turno si confrontano le prese con le previsioni e si calcola il punteggio del turno per ogni giocatore.

## Regole

### Previsioni
- Per fare in modo che almeno un giocatore sbagli la sua previsione, il totale delle previsioni stesse non può essere 13 (con quattro giocatori) o 10 (con cinque giocatori): all'ultimo giocatore che fa la previsione viene detto che non può prevedere un certo numero (per esempio se giocando in 5 le previsioni dei primi quattro giocatori sono: 2, 2, Wist, 4, dato che 2+2+0+4=8 l'ultimo giocatore non potrà prevedere 10-8=2).

### Scese
- I giocatori sono obbligati a tirare una carta dello stesso seme di quella che ha tirato il primo giocatore della scesa (viene detto che questo seme "comanda"); se non ne hanno, possono tirare una carta a piacere (per esempio se il primo giocatore della scesa tira una carta di Quadri tutti i giocatori devono tirare una carta di Quadri, se ne hanno una). Esiste una variante a questa regola per cui, nei turni con un seme di turno si può sempre scendere il seme di turno per "tagliare" la scesa anche avendo nel mazzo il seme che comanda nella scesa (quello tirato dal primo giocatore). Con questa regola il gioco diventa più difficile e imprevedibile, dato che anche con carte alte si corre il rischio di perdere la presa prevista.

### Prese
- Quando tutti i giocatori sono scesi, prende la scesa il giocatore che ha tirato la carta più alta del seme che comanda, o il giocatore che, non avendo carte di quel seme, ha scelto di tirare una carta del seme del turno (come si può notare nella tabella più in basso, nel primo turno il seme del turno è Cuori, nel secondo Quadri, nel terzo Fiori, nel quarto Picche); in questo caso si dice che "taglia". Dal quinto turno in poi (ovvero nei turni Libera, Buio, Biglietti e Wist) non esiste il seme di turno, quindi esiste solo il seme che comanda in ogni scesa.

## Turni

### Seme del turno
Come detto in precedenza, i turni sono 8:
- I primi quattro hanno un seme del turno: il primo turno è di Cuori, il secondo di Quadri, il terzo di Fiori, il quarto di Picche.
- I turni dalla Libera in poi non hanno un seme di turno: in ogni scesa esiste solo il seme che comanda, ovvero quello tirato dal primo giocatore della scesa.

### Particolarità nella previsione
- Nel turno Buio i giocatori prevedono a caso, prima di guardare le carte; vige comunque la regola per cui il primo a prevedere è il primo giocatore a destra del mazziere di turno e gli altri seguono in senso antiorario e la regola di non prevedere 10 prese totali. Esiste una variante che prevede che la previsione sia scritta su un biglietto da aprire alla fine del turno, sempre prima di aver visto il proprio mazzo.
- Nel turno Biglietti i giocatori non dicono ad alta voce la loro previsione, ma la scrivono su di un bigliettino, che verrà aperto solo alla fine del turno. Esiste quindi una remota possibilità che il totale delle prese previste sia 10 e che nessuno sbagli.
- Nel turno Wist non si prevede e tutti i giocatori devono fare Wist (nessuna presa): è solitamente un turno in cui si perdono molti punti e che può cambiare le sorti della partita.

## Punteggi

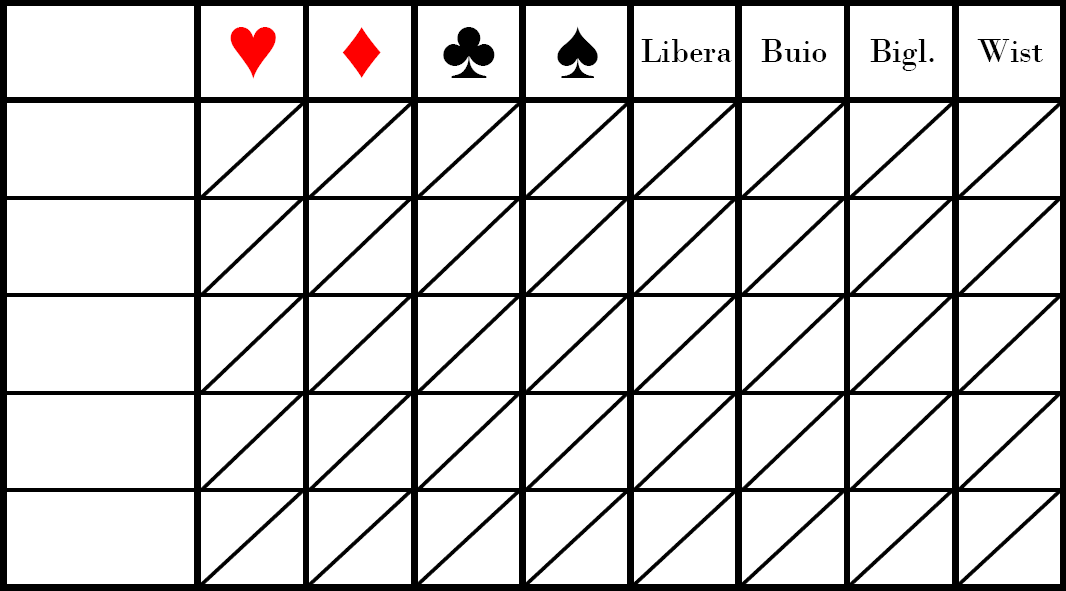
Esempio di tabella usata per calcolare i punteggi nel Wist

Alla fine di ogni turno vengono calcolati i punti per ogni giocatore secondo le seguenti regole:
- Se si è previsto un numero da 1 a 10, il punteggio equivale al numero di prese fatte; se si sono fatte le prese che si erano previste si aggiunge al punteggio un bonus di 10 punti (per esempio se si è previsto 3 e si sono fatte 4 prese, il punteggio sarà 4; se invece si è previsto 3 e si sono fatte 3 prese il punteggio sarà di 3+10=13 punti).
- Se si è previsto Wist, si otterranno 25 punti (giocando in 4, dato che è più difficile effettuare questa previsione) o 20 punti (giocando in 5) in caso di previsione esatta (ovvero nel caso in cui non si faccia nessuna presa) o, nel caso di previsione errata, verranno sottratti 5 punti per ogni presa fatta, portando il punteggio sotto lo zero se necessario (per esempio se si era previsto Wist e invece si fanno 3 prese, ipotizzando un punteggio di 33 punti verranno sottratti 5·3=15 punti, ottenendo un risultato di 18 punti).

Il punteggio viene man mano sommato a quello dei turni precedenti; vince il giocatore che totalizza il maggior numero di punti.
Per segnare i punteggi si usa una tabella come questa:
1. nella colonna a sinistra vengono segnati i nomi dei giocatori;
2. Ognuna delle colonne seguenti rappresenta un turno del gioco. Nella parte alta della casella viene scritta la previsione del giocatore; in quella bassa viene scritto il punteggio ottenuto.

## Tecniche

### Previsioni
- Per fare una previsione solitamente si tiene conto delle carte più alte dei vari semi che si hanno in mano in quel momento, con particolare attenzione all'eventuale seme di turno: per esempio se si è nel turno Cuori e si ha in mano un Re di Cuori, quella sarà una presa praticamente sicura, dato che i Cuori in quel turno possono "tagliare" qualsiasi scesa e che il Re è la seconda carta più alta. Per gli altri semi bisogna considerare una minore probabilità di presa: se con il seme di turno c'è una buona probabilità di prendere quasi con qualsiasi carta (per esempio spesso qualcuno tiene per l'ultimo turno una carta molto bassa del seme di turno, come ad esempio un 4, per "tagliare" l'ultima scesa, quando ormai gli altri giocatori non hanno più carte di quel seme e magari rovinare la previsione a qualcuno), con un seme qualsiasi questa probabilità diminuisce.

### Prese
- È buona abitudine cercare di ricordare le carte già scese, o quantomeno il seme che comandava in ogni presa: può essere molto utile per evitare di tirare carte troppo alte per assicurarsi la presa, per evitare di fare una presa indesiderata dato che si è tirata l'ultima carta di un certo seme e - a meno che qualcuno "tagli" la scesa - prendere una volta di troppo.
- La variante cagliaritana del wist è nata negli anni Ottanta alle falde del Monte Urpinu, uno dei sette colli delle città, quando un gruppo di amici, che si riuniscono tutt’oggi per serate all’insegna di questo antico gioco di carte, hanno apportate alcune modifiche al gioco. Si gioca in quattro, uno contro tutti.  Lo scopo è realizzare il contratto, cioè realizzare le prese previste a ogni mano (in questo caso vengono assegnati dieci punti più due per ogni presa dichiarata, meno due per ogni presa fallita in più o in meno).  Ovviamente la somma delle mani dichiarate deve essere diversa dal numero delle carte distribuite a ogni mano per evitare che tutti realizzino il contratto.  Si comincia il gioco con la distribuzione di 13 carte, per la prima mano che è senza atout.  Poi si scende ogni mano di una carta, 12 (una carta verrà poi messa in mostra sul mazzo e sarà il seme di atout) ,11, 10 e così via sino ad arrivare alla mano da uno nella quale il mazziere e il primo di mano sono svantaggiati. Quindi è opportuno per sorteggio, all’inizio del gioco, scegliere chi farà le carte e la distribuzione dei posti nel tavolo.  Arrivati alla mano da una carta, si ricomincia a salire sino all’ultima mano quando si distribuiranno di nuovo 13 carte.